# Harald Vallerius
Harald Johansson Vallerius, född den 25 december 1646 i Vallerstads socken, Östergötland, död den 8 mars 1716 i Uppsala, var en svensk matematiker och rector cantus, känd för sina bidrag till 1697 års koralbok.

## Biografi
Harald Johansson Vallerius föddes i Vallerstads prästgård, Vallerstads socken där fadern Johan Haraldsson Vallerius var kyrkoherde efter sin far som var en av undertecknarna av beslutet från Uppsala möte. Modern hette Kristina Holm. Harald Vallerius föräldrar avled när han var barn, och han sattes då i Linköping skola.
Vallerius blev student vid Uppsala universitet 1666, filosofie magister med första hedersrummet 1679 samt efter vartannat vice bibliotekarie, adjunkt i filosofiska fakulteten, 1684 extra ordinarie professor och slutligen 1690 ordinarie professor i matematik. 1712 avträdde han professuren till sin son då han blivit blind. Han avled den 8 mars 1716.
Som student hade Vallerius genom sin musikaliska begåvning tillvunnit sig Olof Rudbecks gunst samt flitigt studerat musikteori och orgelspel; han trakterade även violin, klaver och olika blåsinstrument.
Vallerius var 1675-1690 biblioteksamanuens och Carolus Petri Wallinus efterträdare som rector cantus vid trivialskolan och universitetet och fick med tjänsten även dennes bo och bohag, vilket innefattade änkan Elisabet Holtz som han gifte sig med. 1680-1682 var han vikarierande  domkyrkoorganist, och 1676-1690 erhöll han ersättning för att han som ende organist fick traktera Frantz Bolls orgel. Han komponerade bland annat "Gud give vår konung och all överhet" till Karl XI:s kröning i Uppsala 1675 och sorgkantat vid Magnus Gabriel De la Gardies begravning 1686 och musik till Uppsala mötes jubelfest 1693 samt fick 1693 jämte Olof Rudbeck uppdraget att redigera melodierna till 1695 års psalmbok.
Resultatet blev 1697 års koralbok. Största arbetet med denna föll på Vallerius lott. Han genomförde enhet i notskriften, försåg psalmmelodierna med basso continuo och tillgodosåg rytmisk livfullhet vid bearbetningen av koralerna.
Flera av Vallerius akademiska avhandlingar angår tonkonsten; de blev de första som inledde en rad musikavhandlingar som skulle sträcka sig ända in i 1800-talet. Sjökvist har visat på språkliga grunder att De sono (1674) och De modis (1686) är författade av honom medan De tactu (1698) författats av hans elev Olof Retzell. I den ges exempel på folklig tretakt. De utmärks av klar framställning samt grundlig och omfattande lärdom. Vallerius presiderade för övrigt för ett hundratal akademiska avhandlingar i musik, filosofi, geografi, fysik, astronomi och matematik. 
Vallerius föreläste över musiken 1699, 1701 och 1706.
Han gifte sig 1676 med Elisabet Holtz, och var far till matematikern Johannes Vallerius samt bergmästaren Göran Wallerius.

## Kompositioner
- Gud give vår konung. Skriven till Karl XI:s kröning 1675 [5].